# Vincent (Alabama)
Vincent – miasto w Stanach Zjednoczonych, w stanie Alabama, w hrabstwie Shelby. W roku 2023 miasto zamieszkiwały 2024 osoby, a gęstość zaludnienia wynosiła ponad 39 osób/km².